# Ананд, Мулк Радж
Мулк Радж Ананд (англ. Mulk Raj Anand, 12 декабря 1905 — 28 сентября 2004) — индийский англоязычный писатель, известный своим изображением жизни бедных каст в традиционном индийском обществе. Один из пионеров англоязычной индийской прозы, он был одним из первых писателей Индии, получивших широкую известность за рубежом.

## Биография
Родился в Пешаваре, учился в колледже Халса в Амритсаре, затем переехал в Англию, где учился в университетском колледже Лондона и состоял в дружеских отношениях с группой Блумсбери. Некоторое время жил в Женеве, читая лекции в школе интеллектуального сотрудничества Лиги наций. Писать начал под влиянием семейной трагедии, когда его тётя покончила жизнь самоубийством, будучи отвергнутой семьёй за то, что разделила трапезу с мусульманскими женщинами.
Активно поддерживал движение за независимость Индии, во время гражданской войны в Испании был военным журналистом, во время второй мировой войны — сценаристом для BBC. Вернулся в Индию в 1946 году, где продолжил литературную карьеру. В 1953 году получил Международную премию Мира, в 1968 году получил премию академии Сахитья за книгу The Morning Face.